# Jonas-Schlössle

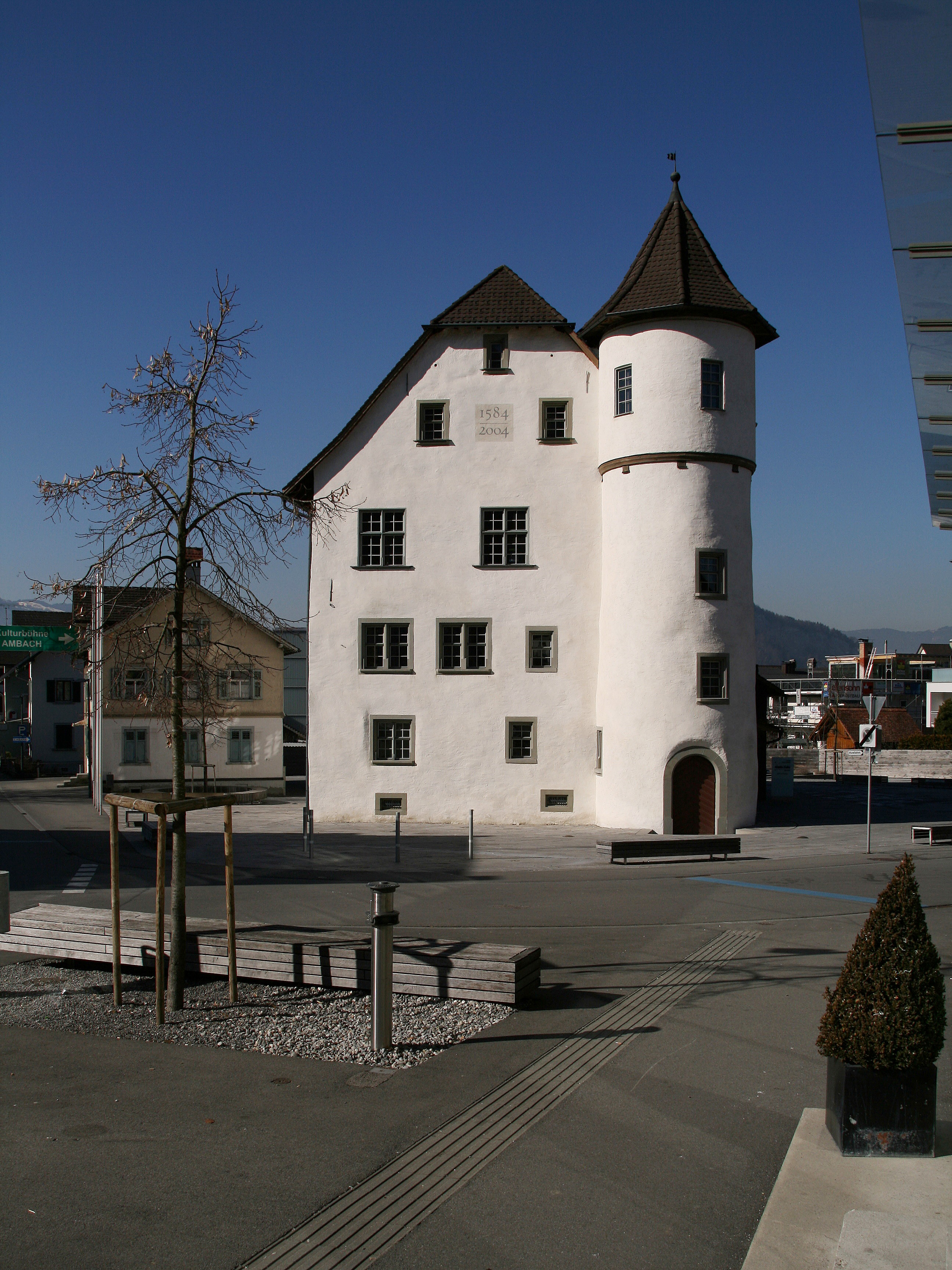
Außenansicht des Jonas-Schlössles

Das Jonas-Schlössle befindet sich im Zentrum von Götzis in Vorarlberg.

## Geschichte
Die Geschichte des Jonas-Schlössle in Götzis lässt sich nur bruchstückhaft nachvollziehen. Die Jahreszahlen auf der Ostseite des Jonas-Schlössle wurden erst im Jahr 1884 angebracht.
In der Emser Chronik von 1616, verfasst vom Hauslehrer der Grafen von Ems Georg Schleh, wird das Jonas-Schlössle nicht erwähnt, obwohl sonst alle bedeutenden Gebäude in Götzis Erwähnung finden. Georg Schleh stand das damals schon reichhaltige Urkundenmaterial seiner Herren zur Verfügung, die Nichterwähnung des ansonsten Ortskundigen verwundert deshalb.
Im Zuge der Renovierung des Jonas-Schlössle ab dem Jahr 2001 wurden Holzbalken mit Hilfe der Dendrochronologie untersucht. Das Fälldatum der für den Bau verwendeten Eichenstämme liegt demnach zwischen 1582 und 1584. Das Jahr 1584 scheint sohin als Baubeginn belegt.
Bereits in den 1970er Jahren wurde im Erdgeschoß des Jonas-Schlössles jene Sandsteinsäule freigelegt, die eine Wappenkartusche mit dem Familienwappen der Jonas trägt.
Der Bau dürfte im Jahr 1584 von Leonhard Jonas II begonnen worden sein. Es dürfte dann bald zu einer Bauunterbrechung gekommen sein. Leonhard Jonas II starb um 1590. Erst etwa um 1595 wurde der Bau dann fortgesetzt. Mit der Gestaltung des Festsaales im zweiten Stockwerk mit einer prachtvollen Holzdecke und Wandtäferung dürfte rund 50 Jahre nach dem „Spatenstich“ der Bau abgeschlossen worden sein.
Es ist ein einzigartiges Beispiel eines herrschaftlichen Ansitzes der Renaissancezeit im Bodenseeraum. Kunstgeschichtlich wertvoll ist eine Holzkassettendecke aus dem 16. Jahrhundert.
In den Jahren 2001 bis 2004 wurde es aufwändig renoviert und bietet seitdem Platz für Lesungen, Kammerkonzerte, Ausstellungen, Seminare, Tagungen und andere Veranstaltungen.
Der Platz neben dem Schlössle ist zentraler Veranstaltungsort der Marktgemeinde Götzis. Der Platz wurde nach Dr. Jakob Jonas von Buch und Udelberg (geboren in Götzis im Jahr 1500, gestorben im Jahr 1559 in Abensberg) benannt. Dr. Jakob Jonas wurde im Jahr 1541 von Kaiser Karl V. zu Regensburg geadelt. In Götzis wurden vom Junker Dr. Jakob Jonas einige Häuser gebaut, Straßen und Wege verbessert, auch die Kirche zu St. Arbogast wurde in seinem Auftrag erneuert.
Dem Junker zu Ehren wird dort der alljährliche Junker Jonas Markt abgehalten.
Junker Dr. Jakob Jonas verstarb im Jahr 1559 ohne leibliche Nachkommen. Sein großes Vermögen fiel deshalb in den Besitz der Kinder seines Bruders und seiner Schwester.
Der Junker-Jonas-Platz geht sohin zurück auf Junker Dr. Jakob Jonas, das danebenliegende Schlössle wurde von der Familie Jonas errichtet, wird deshalb (nur) Jonas-Schlössle genannt.